# Schizophragma molle
Schizophragma molle là một loài thực vật có hoa trong họ Tú cầu. Loài này được (Rehder) Chun miêu tả khoa học đầu tiên năm 1954.